# Chymsydia agasylloides
Chymsydia agasylloides là một loài thực vật có hoa trong họ Hoa tán. Loài này được (Albov) Albov mô tả khoa học đầu tiên năm 1895.